# Conacul Leonard din Cubolta
Conacul lui Leonard este un monument de arhitectură de importanță națională din satul Cubolta, raionul Sîngerei (Republica Moldova), construit la începutul secolului al XIX-lea.

## Istoric
Familia Leonard a fost una din familiile boierești cele mai prospere din Basarabia secolului al XIX-lea. Originari probabil din Veneția, aceștia au locuit la Constantinopol, Iași, în sfârșit stabilindu-se în Basarabia. Primul membru al familiei care s-a stabilit aici a fost Ștefan Leonard (tatăl lui Pavel Leonard, în 1832. Deja peste un an, acesta începea construcția unui conac pe moșia satului Cubolta de la nordul Basarabiei. Aproximativ în aceeași perioadă în Imperiul Rus a fost abolită șerbia, țăranii devenind liberi și primind în gospodărire pământuri. Familia Leonard a ajutat mulți țărani din Cubolta și împrejurimi să își lucreze terenurile, fapt pentru care au primit multă influență în regiune. Profitând de această influență, ei au construit în sat o școală și o biserică și, nu în ultimul rând, un conac luxos cu grădină formată din flori și plante exotice.(pp312-314)
Ansamblul conacului a fost ridicat în jurul anului 1835.

## Descriere
Ansamblul conacului Leonard este amplasat în preajma râului Cubolta, în partea de nord a raionului Sîngerei. Distanța de la conac la centrul raionul Sîngerei este de 53 km. Municipiul Bălți se află mai aproape, la 18 km sud-vest de clădire.(p311)
Conacul este înconjurat de un parc, cunoscut ca parcul din satul Cubolta.
Descrierea conacului ocupă o porțiune mare a monografiei Cubolta, publicată în 2006 de Dorel Țurcanu și V. Stăvilă. În carte sunt reproduse relatările sătenilor care își amintesc cum arăta conacul la începuturi.

### Perioada Leonarzilor
Conacul a fost construit în stilul european al secolului al XIX-lea, cu tavane înalte susținute de coloane în stil „antic”, încăperi spațioase și luminoase, parchet negru-cafeniu închis. 24 de sobe de teracotă austriacă, fiecare cu un decor distinct, asigurau încălzirea în camere. Ele erau montate în perete și încălzeau simultan 2-3 camere. Cea mai mare sobă era amplasată în cea mai mare sală, cea de dans și recepții.(p314)
Sala de dans, numită și sala mare sau „grande sale pour le valse”, avea podea de marmură, încrustată cu un vultur cu două capete – stema Imperiului Rus. De tavan atârna un candelabru mare, poleit cu aur, cu 44 de lumânări. Lângă sala mare se aflau încă trei săli, cu expoziție de tablouri. De acolo se trecea în sala „sejour”, după care în sala pentru flori și alta mai mică, pentru doamne, decorată cu oglinzi de aprox. 2 m înălțime. Sala pentru conversații avea două cămine în capete opuse, unul îmbrăcat în malahit, altul în marmură cafenie-închisă „de Silezia”. În stânga sălii mari se afla sala de banchet, cu o masă lungă înconjurată de 48 jilțuri capitonate cu pânză de bumbac.(p314)
O draperie cu canafuri despărțea sala mare de sala de repaos („pour petit repos”), cu măsuțe mici amplasate lângă ferestre, încărcate cu fructe și băuturi. Trei piane de diferite culori erau amplasate în sala pentru conversații, cea pentru flori și cea de repaos. În sala pentru recepții atârna tabloul monarhului rus în toată statura.(p315) În fundul palatului era amenajată o bibliotecă.(p317)
În partea de sud, câteva coloane octaedrice din piatră brută susțin frontonul triunghiular al portalului și colonada galeriei „curdonerului”. Celelalte galerii sunt susținute de stâlpi. Cornișa fațadelor de sud și de vest sunt înfrumusețate cu atice și balustradă. Rezalitele sunt evidențiate.:26-28
Ușa principală avea prag de granit cenușiu, cu balustradă de fier forjat. În fața intrării principale funcționa un havuz de 25 m diametru, cu o statuie a Daphnei în mijloc. Sculptura avea în jur de 3 m înălțime și era rezemată pe o bucată de granit. Din subțioara Daphnei țâșnea apă la înălțimea de până la 10 m. Un alt havuz, din partea dreaptă a conacului, avea sculptat în marmură un copil cu un pește între genunchi. Jetul de apă ieșea din gura peștelui, la fel până la 10 m în sus. Al treilea havuz, și el din marmură, înfățișa o mamă cu prunc, în picioare, înconjurată de 12 șuvoaie subțiri de apă, pompate în forma unei cupole.
(p315)
Pe aleile parcului erau amplasate 27 de bustule din marmură albă, pe postamente de granit. Bustulele erau aduse de la Atena, iar postamentele din Polonia. Majoritatea sculpturilor reprezentau filozofi și poeți ai Greciei antice.(p315)
La 500 m de conac, a fost săpată o fântână rotundă, clădită din piatră, cu o adâncime de 40 m și o scară de fier instalată în peretele fântânii, care cobora până la apă. Deasupra fântânii era montat un turn de apă de metal, cu capacitatea de 100 t, care alimenta gospodăria conacului și spitalul din sat.(p316)
Teritoriul conacului era înconjurat de un gard de piatră, înalt de 2 m, lat de 0,8 m și cu un fundament adânc de 1 m. Gardul era acoperit cu olane roșii de Marsilia. Sub edificiul conacului se afla un beci clădit din piatră, cu tavanul boltit, înalt de 4 m. În partea de sud a conacului, Ștefan Leonard a ridicat o biserică cu clopotniță în memoria fiicei sale Elisaveta, care a decedat la vârsta de 15 ani. Biserica era o replică în miniatură a Catedralei Sf. Andrei din Kiev⁠(d).(p316)
Arhitectura și decorul neoclasicist se îmbină organic cu mediul ambiant, format de un parc cu alei acoperite cu pietriș și cu havuzuri sculptate.

### După Leonarzi
De-a lungul istoriei complexul din Cubolta a suferit mari schimbări. Mai întâi, conacul și parcul au fost transformate în sanatoriu, mai multe elemente compoziționale originale fiind distruse: gardul, porțile, câteva sculpturi; sculpturile care au rămas erau amplasate haotic. În toamna anului 1918, în conac a fost dat în exploatare un spital. După 1940, în perioada sovietică, conacul a servit ca sanatoriu de tuberculoză. În 1940, conacul a fost supus unui jaf total, autoritățile, și apoi sătenii, scoțând toată mobila și obiectele de preț din clădire, lăsând-o pustie. În 1944, aici a fost deschis un spital militar pentru aviatorii sovietici răniți pe front. În 1948, conacul a devenit sanatoriu pentru copii bolnavi; datorită acestui fapt clădirile au fost reparate, au fost instalate un sistem centralizat de încălzire și rețeaua electrică. După destrămarea Uniunii Sovietice, conacul a fost iarăși prădat, fiind lipsit de uși, ferestre, podele, cabluri, tavane, ultimele sculpturi etc.(p319)

## Patrimoniu
Conacul lui Leonard a fost declarat, de Agenția de Inspectare și Restaurare a Monumentelor din Republica Moldova, monument de arhitectură de importanță națională Parcul, la rândul său, este luat sub protecția statului, fiind declarat un monument de arhitectură peisagistică.
În ciuda semnalelor de alarmă trase de ecologi și activiști pentru patrimoniul arhitectural, nu sunt întreprinse acțiuni de restabilire a conacului și parcului și nici măcar de întreținere. Inițiativa unui sătean de a restaura conacul a fost blocată de primărie. În 2013, primarul comunei dădea vina pe lipsa finanțelor și vedea drept unica soluție implementarea unor proiecte extra-bugetare.